# AFTERMIXTAPE
『AFTERMIXTAPE』（アフターミックステープ）は、2019年9月18日に発売されたKREVAの8枚目のアルバム。発売元はSPEEDSTAR RECORDS。

## 概要
『成長の記録 〜全曲バンドで録り直し〜』に続き2019年に発売された2枚目のアルバムであり、オリジナル・アルバムとしては2017年発売の『嘘と煩悩』以来約2年7ヶ月ぶりとなるオリジナル・アルバムである。アルバムタイトルのAFTERMIXTAPEは、ミックステープとアフターミックス（ブレンドコーヒーの製法）を合体させた造語である
初回限定盤AとBにはBlu-rayとDVDがそれぞれ付属した。

## 内容
本作はKREVAにとって8枚目のオリジナル・アルバムと定義されているが、本人は自身初のミックステープであると本作について語っている。デビュー15周年にあたる2019年は既に9カ月連続リリースや、バンドアレンジのベスト・アルバム『成長の記録 〜全曲バンドで録り直し〜』のリリースがなされており、その後すぐまたアルバムを出すことはしたくなかったが、以前から作ってみたかったというミックステープなら行けるという流れで制作が行われた。2017年の第59回グラミー賞でチャンス・ザ・ラッパーのミックステープ『カラーリング・ブック』が最優秀ラップ・アルバム賞を受賞したという快挙などに影響を受け、自身でも制作の意欲が沸いていたという。また、元々KREVAソロ15周年企画の9カ月連続リリースの話の際に最後に新曲で締めるという話が最初からあったというが、新曲1曲で全てを締めたり、先述のすぐオリジナル・アルバムを出したくないという考えの中でミックステープの案が浮かんだという背景もある。
CDジャケットの撮影ではコーヒーの焙煎所にKREVAが足を運んでいる。オフィシャルブートレグ（公式海賊盤）というイメージでダンボールみたいなデザインにしたという。
本作はこれまでのオリジナルアルバムとは違い、ひたすらトラックを作りそれに合わせ歌詞を書き、心のままに作ったという。「アイソレーター」（5曲目に収録）のような特定の対象に怒ってるような曲など、普段のアルバムでは制作しないような楽曲も数多く作られた。ひたすら作った曲をまとめたためアルバムのテーマといった全体像はないが、1曲1曲を短くし10曲で約30分にするという構造はあったという。

## 収録曲解説
1曲目の「MIX / TAPE」は、東京都の神保町のコーヒーショップで録音したコーヒー豆を攪拌器に入れた音と、カセットテープの音を合わせたイントロ曲となっている。
2曲目の「敵がいない国」は、ライブのことを歌っており、タイトルの"敵がいない国"は全員が自分のことを観に来てくれているライブのことを意味している。このタイトルのフレーズは何年も前から思いついていたという。フックの"敵がいない"は、自身の声のピッチを上げたもの。。
3曲目の「One feat. JQ from Nulbarich」は、NulbarichのJQとの共作で作られたもの。8月5日に配信で先行リリースされていた。JQとの出会いは2017年開催の「RED BULL MUSIC FESTIVAL TOKYO 2017」であったという。最初のタイトルは「Stay The Way feat. KREVA」で、JQが骨格となる曲であった。2018年に開催された「908 FESTIVAL 2018」にJQの出演が決まり、その際に一緒に曲を作る話になり、JQから送られた仮歌とトラックに、KREVAがラップを入れて送り返すところから始まった。出来上がっていくうちにバンドサウンドを入れたいというKREVAの考えから、『成長の記録 〜全曲バンドで録り直し〜』のレコーディング最終日に一緒にレコーディングが行われた。又、この曲はKREVAバンドのメンバーであり、2019年5月に亡くなった岡雄三によるKREVA作品で最後のベースプレイ楽曲となった。
4曲目の「S.O.S.が出る前に」は、"頑張ってると思うよ"という歌詞が浮かび、その言葉に合う女性をイメージして作ったとKREVAが語っている。
5曲目の「アイソレーター」は、特定の怒りを曲で表現しており、「俺って何が嫌なのかな？」とKREVAが考えた時に、近年特に嫌なのがマナーの悪い人であるとし、そこに怒りを向けて制作した。トラックにはイギリスのアンダーグラウンドミュージックのグライムの影響が出ているという。
6曲目の「リアルドクターK」は、医者について歌詞が書かれている。
7曲目の「人生」は、過去のことを歌っている。
8曲目の「Don't Stop Y'all, Rock Rock Y'all」はミックステープならではの構成でテンポや曲調をガラッと変えている。
9曲目の「もしかしない」は、最初に思い付いたフレーズの英語フレーズと韻を踏んでいた「もしかしない」が採用された。英語だと叙情的になりそうで嫌だったという。
10曲目の「無煙狼煙」は2019年6月の自身の日本武道館公演で初披露されていた楽曲。7月1日に配信でリリースされていた。
11曲目の「それとこれとは話がべつ! feat. 宇多丸, 小林賢太郎」には、RHYMESTERの宇多丸と小林賢太郎が客演で参加している。4年くらい前に「それとこれとは話がべつ!」というフックを思いついており、宇多丸にラップをしてもらい小林賢太郎が入って面白い話をしたらやばいという構想が以前からあり、それが実現する形となった。宇多丸には宇多丸のラジオ番組「ライムスター宇多丸のウィークエンド・シャッフル」が終わるタイミングでオファーし、小林には「小林賢太郎テレビ19 "X"」に2019年1月にKREVAが出演した際にコントを一緒に作り、その直後に声をかけ実現した。小林との付き合いは20年近くあるが、お互いの現場で仕事することがほとんどなく、なかなかオファーをするタイミングがなかったという。KREVAはこの2人を「自分の中での2大パイセン。2大文系アーティスト最高峰、勝てる気がしないから絶対にディベートしたくないチーム。」であると語っている。
12曲目の「君の愛 Bring Me To Life」は、ストリーミングシンセ上で見つけた"Bring Me To Life"という言葉の意味が気になったことがきっかけで完成した。ア・トライブ・コールド・クエストみたいにしたかったと語っている。

## 収録曲
| #   | タイトル                                             | 作詞                      | 作曲                   | 時間 |
| --- | ---------------------------------------------------- | ------------------------- | ---------------------- | ---- |
| 1.  | 「MIX / TAPE」                                       |                           | KREVA                  | 0:12 |
| 2.  | 「敵がいない国」                                     | KREVA                     | KREVA                  | 2:25 |
| 3.  | 「One feat. JQ from Nulbarich」                      | KREVA & Jeremy Quartus    | KREVA & Jeremy Quartus | 4:56 |
| 4.  | 「S.O.S.が出る前に」                                 | KREVA                     | KREVA                  | 2:58 |
| 5.  | 「アイソレーター」                                   | KREVA                     | KREVA                  | 2:26 |
| 6.  | 「リアルドクターK」                                  | KREVA                     | KREVA                  | 1:46 |
| 7.  | 「人生」                                             | KREVA                     | KREVA                  | 3:45 |
| 8.  | 「Don't Stop Y'all, Rock Rock Y'all」                |                           | KREVA                  | 1:17 |
| 9.  | 「もしかしない」                                     | KREVA                     | KREVA                  | 3:24 |
| 10. | 「無煙狼煙」                                         | KREVA                     | KREVA                  | 3:10 |
| 11. | 「それとこれとは話がべつ! feat. 宇多丸, 小林賢太郎」 | 宇多丸, 小林賢太郎, KREVA | KREVA                  | 3:47 |
| 12. | 「君の愛 Bring Me To Life」                          | KREVA                     | KREVA                  | 2:35 |

Blu-ray / DVD
| # | 曲名                                                              | 内容        | 監督     |
| - | ----------------------------------------------------------------- | ----------- | -------- |
| 1 | 敵がいない国                                                      | Music Video | 村井智   |
| 2 | One feat. JQ from Nulbarich                                       | Music Video | 木村太一 |
| 3 | 敵がいない国, One feat. JQ from Nulbarich & AFTERMIXTAPE Shooting | Making      |          |

## チャート
| チャート（2017年）                               | 最高 順位 |
| ------------------------------------------------ | --------- |
| オリコン週間アルバムチャート（オリコン）         | 9         |
| オリコン週間 合算アルバムチャート（オリコン）    | 9         |
| オリコン週間デジタルアルバムチャート（オリコン） | 6         |